# Дозорцев, Фёдор Иванович
Фёдор Иванович Дозорцев (1922—1992) — полковник Советской Армии, участник Великой Отечественной войны, Герой Советского Союза (1945).

## Биография
Фёдор Дозорцев родился 24 мая 1922 года в деревне Борки (ныне — Викуловский район Тюменской области) в семье младшего офицера царской армии. Окончил десять классов школы, затем два курса педагогического института, после чего работал учителем в школе. В октябре 1939 года Дозорцев был призван на службу в Рабоче-крестьянскую Красную Армию. В июле 1941 года он окончил Таллинское пехотное училище и был направлен на фронт Великой Отечественной войны. Участвовал в боях на Ленинградском, Брянском и 1-м Украинском фронтах. В январе 1943 года окончил курсы «Выстрел». К январю 1945 года гвардии капитан Фёдор Дозорцев командовал 3-м мотострелковым батальоном 29-й гвардейской мотострелковой бригады 10-го гвардейского танкового корпуса 4-й танковой армии 1-го Украинского фронта. Отличился во время форсирования Одера.
26 января 1945 года батальон Дозорцева одним из первых в полку переправился через Одер в районе населённого пункта Тарксдорф в 6 километрах к югу от Штейнау (ныне — Сьцинава, Польша) и захватил плацдарм на его западном берегу, нанеся противнику серьёзный урон в боевой технике и живой силе.
Указом Президиума Верховного Совета СССР от 10 апреля 1945 года за «образцовое выполнение боевых заданий командования на фронте борьбы с немецкими захватчиками и проявленные при этом мужество и героизм» гвардии капитан Фёдор Дозорцев был удостоен высокого звания Героя Советского Союза с вручением ордена Ленина и медали «Золотая Звезда» за номером 6019.
После окончания войны Дозорцев продолжил службу в Советской Армии. В 1955 году он окончил Военную академию имени М. В. Фрунзе. В октябре 1979 года в звании полковника Дозорцев был уволен в запас. Проживал в Киеве. Скончался 22 июня 1992 года, похоронен на Байковом кладбище Киева.
Почётный гражданин Волочиска. Был также награждён двумя орденами Красного Знамени, орденами Александра Невского, Отечественной войны 1-й степени, Красной Звезды, «За службу Родине в ВС СССР» 3-й степени, Военный крест (Чехословакия, 1939) ,  рядом медалей.
В честь Дозорцева названа улица в Викулово.